# Sacrifice fly
Sacrifice fly (SF) – w baseballu: element statystyczny opisujący odbicie piłki przez pałkarza, najczęściej wysoko na zapole (outfield), po którym zostaje on wyeliminowany, ale jego zagranie umożliwia biegaczowi zdobycie punktów. Uderzeniem takim pałkarz "poświęca się" (ang. sacrifice) dla drużyny.
Sacrifice fly zapisuje się na koncie pałkarza, gdy piłka po jego uderzeniu spada na zapole lub poza boisko (terytorium foul) i:
1. zostaje złapana w locie, co powoduje wyautowanie pałkarza (fly out), a biegacz zdobywa bazę domową i punkt,
2. zostaje upuszczona na ziemię przez gracza obrony, a biegacz zdobywający punkt – w opinii oficjalnego statystyka meczu – zdobyłby go, nawet gdyby piłka została chwycona w locie i doszło do wyeliminowania pałkarza.

Dodatkowo, drużyna atakująca musi mieć na swoim koncie mniej niż dwa auty (przed uderzeniem).

## Rekordy
W MLB najwięcej takich zagrań wykonał Eddie Murray, który w latach 1977–1997 uzyskał ich 128. Rekord pojedynczego sezonu (19) padł w 1954 roku i należy do Gila Hodgesa (Brooklyn Dodgers). Trzy uderzenia to rekord w jednym meczu (uzyskany przez wielu graczy).